# Волково (городской округ Лотошино)
Волково — деревня в Лотошинском районе Московской области России.
Относится к сельскому поселению Микулинское, до реформы 2006 года — к Савостинскому сельскому округу. По данным Всероссийской переписи 2010 года численность постоянного населения деревни составила 54 человека (32 мужчины, 22 женщины).

## География
Расположена в юго-восточной части сельского поселения, на левом берегу реки Лоби, впадающей в Шошу, примерно в 11 км к северо-востоку от районного центра — посёлка городского типа Лотошино, с которым имеется автобусное сообщение. Соседние населённые пункты — деревни Паршино, Кельи и Хмелевки.

## Исторические сведения
По сведениям 1859 года — деревня Судниковского прихода, Татьянковской волости Старицкого уезда Тверской губернии, в 51 версте от уездного города, на равнине, при реке Лоби, с 10 дворами, 2 прудами, 1 колодцем и 92 жителями (46 мужчин, 46 женщин).
В «Списке населённых мест» 1862 года Волково — владельческая деревня 2-го стана Старицкого уезда по Волоколамскому тракту в город Тверь, при реке Лоби, с 10 дворами и 96 жителями (46 мужчин, 50 женщин).
В 1886 году — 23 двора и 179 жителей (91 мужчина, 88 женщин).
В 1915 году насчитывалось 42 двора, относилась к Федосовской волости.
С 1929 года — населённый пункт в составе Лотошинского района Московской области.

## Население
| 1859 | 1886 | 2002 | 2006 | 2010 |
| ---- | ---- | ---- | ---- | ---- |
| 96   | ↗179 | ↘40  | ↗63  | ↘54  |